# 中山信治
中山 信治（なかやま のぶはる、寛永5年（1628年）- 元禄2年6月11日（1689年7月27日））は、常陸松岡藩の第3代当主。常陸水戸藩附家老・中山家3代。
初代当主・中山信吉の四男で、寛永19年（1644年）第2代当主・中山信政（信治の兄）の養嗣子。母は塩谷義上の娘。正室は向井忠勝の娘。子に信行（長男）、信興（次男）、信成（三男）、信庸（五男）、信秀（六男）、信敏（七男）、娘（中山直房正室）など。官位は従五位下、備前守。
佐助を称し、正保2年（1645年）12月25日、従五位下・備前守に叙任。慶安4年（1651年）11月5日、兄で養父の信政の隠居により跡を継ぐ。天和元年（1681年）7月18日、家督を長男の信行に譲って隠居し、元禄2年（1689年）6月11日に死去した。法号は中山院殿性海道軒大居士。墓所は埼玉県飯能市中山の智観寺。
父や兄と違い、幕藩体制が整備された3代信治以降の中山家当主は幕臣の経歴を持たない。

## 系譜
父母
- 中山信吉（実父）
- 塩谷義上の娘（実母）
- 中山信政（養父）

正室
- 向井忠勝の娘

側室
- 下田氏
- 大森氏

子女
- 中山信行（長男） 生母は下田氏
- 中山信興（次男）
- 中山信成（三男） 生母は正室
- 中山信庸（五男）
- 中山信秀（六男）
- 中山信敏（七男） 生母は大森氏
- 中山直房正室